# Ordre nr. 227
Ordre nr. 227 af 28. juli 1942. Kendt som Ikke et skridt tilbage!(russisk: Приказ № 227 (Ни шагу назад!) blev udstedt af den sovjetiske folkekommissær for forsvar, Josef Stalin. Ordren sigter mod at forbedre den militære disciplin i Den Røde Hær og skal bl.a. se i forlængelse af Ordre nr. 270 samt Ordre nr. 0391. Ordren forbød tilbagetrækning af tropper uden befaling herom og påbød oprettelse af straffeenheder både ved fronten og i arméerne. Disse enheder var sammensat af personer, der havde gjort sig skyldige i krænkelse af disciplinen ved fejhed eller ustabilitet og de blev indsat på svære områder af fronten, så de med blod kunne sone deres ulydighed.  Endvidere blev der oprettet særlige afspærringsenheder i hæren, der blev indsat bag ved frontlinjen, for at samle panikmagere og kujoner op.

## Baggrund for ordren
Befalingen blev givet efter at den strategiske situation for den Røde Hær var blevet væsentligt skærpet. Som det fremgår af indledningen i dokumentet, led den Røde Hær store tab i begyndelsen af 1942 og var rykket tilbage til Volga og Nordkaukasus. Tyskerne havde erobret de mest befolkede og mest udviklede industri- og landbrugsregioner i Sovjetunionen. 70 millioner sovjetiske borgere og enorme strategiske ressourcer forblev på det besatte område og USSR mistede fordelen over Tyskland med hensyn til arbejdskraftreserver og brødreserver. 

## Ordre nr. 227
- Russiske tekst med Ordre nr. 227
- 1
- 2
- 3
- 4
- 5
- 6
- 7

```
Om foranstaltninger til styrkelse af disciplin og orden i Den Røde Hær og forbud mod uautoriseret tilbagetrækning fra kampstillinger
[
1
]

№ 227      28. juli 1942  
Moskva

Fjenden kaster hele tiden nye styrker ind i fronten og uden at blive anfægtet af sine tunge tab, klatrer de fremad, trænger dybt ind i 
Sovjetunionen
, erobrer nye områder, knuser og ødelægger vore byer og landsbyer, voldtager, plyndrer og slår vores civilbefolkning ihjel. Der kæmpes i 
Voronesj
, ved 
Don
, i syd ved porten til 
Kaukasus
Nordkaukasus.

De 
tyske
 
okkupanter
 trænger frem mod 
Stalingrad
, mod 
Volga
 og vil for enhver pris erobre 
Kuban
 og det nordlige Kaukasus, med dets rigdomme af korn og olie. Fjenden har allerede erobret 
Vorsosjilovgrad
, 
Starobelsk
, 
Rossosj
, 
Kubjansk
, 
Balujki
, 
Novotjerkassk
, 
Rostov ved Don
 og halvdelen af 
Voronesj
.

En del af tropperne på den sydlige 
front
 sluttede sig til 
panikmagerne
 og forlod Rostov og Novotjerkassk uden ordre fra Moskva og skjulte deres faner med skam.

Befolkningen i vores land, der hidtil har udvist kærlighed og respekt for den 
Røde Hær
, begynder at blive skuffet, mister troen på den Røde Hær; og mange af dem forbander den Røde Hær, for at være blevet udleveret under de tyske undertrykkeres åg, mens de selv er strømmet tilbage mod øst. 

Nogle ukloge folk på fronten trøster sig med den tanke, at vi kan trække os yderligere tilbage østover, fordi vi han et stort 
territorium
, masser af jord, en stor befolkning og altid overskud af brød.

På denne måde ønsker de at retfærdiggøre deres skammelige opførsel på fronten. Men sådan tale er falsk og bedragerisk og kun gavnlig for vores fjender.

Enhver kommandør, Røde Hær soldat og politisk arbejder skal forstå, at vi ikke har ubegrænsede midler. Den sovjetiske stats territorium er ikke en ørken, men folk – arbejdere, bønder, 
intelligentsia
, vores fædre, mødre, hustruer, brødre, børn. 
USSRs
 område, som fjenden har erobret og søger at erobre, - det er brød og andre produkter til hæren og de bagvedliggende områder, metal og brændstof til industri, virksomheder, fabrikker, der forsyner hæren med våben og ammunition, jernbaner. Efter tabet af 
Ukraine
, 
Hviderusland
, 
Baltikum
, 
Donbass
 og andre regioner bliver vores territorium langt mindre, langt færre mennesker, mindre brød, metal færre virksomheder, fabrikker. Vi har mistet mere end 70 millioner mennesker, mere end 800 millioner pund brød om året og mere end 10 millioner tons metal årligt. Vi er nu ikke længere overlegne i forhold til tyskerne hverken i menneskelige reserver eller brødlagre. At trække sig yderligere tilbage betyder at man ødelægger sig selv og på samme tid vores moderland.

Derfor er det fundamentalt nødvendigt at stoppe talen om, at vi har mulighed for at trække os uendeligt tilbage, at vi har et stort territorium, at vores land er stort og rigt, at befolkningen er stor og at der altid vil være rigeligt med brød. Sådan tale vil være falsk og skadelig, vil svækkes os og styrke fjenden, for hvis vi ikke standser tilbagetoget, vil vi stå uden brød, uden metal, uden råvarer, uden fabrikker og virksomheder, uden jernbaner.

Det følger heraf, at tiden er kommet, hvor tilbagetoget nu må slutte.

Ikke et skridt tilbage! Det skal nu være vores vigtigste appel. 

Vedvarende, til den sidste dråbe blod, skal vi forsvare enhver position, enhver meter sovjetisk territorium, klamre os fast til enhver plet sovjetisk jord og forsvare den til sidste mulighed.

Vores moderland gennemgår svære dage. Vi må besejre fjenden og smide dem væk, uanset hvad det koster. Tyskerne er ikke så stærke, som det ser ud for panikmagerne. De udøver deres sidste styrke. At modstå deres slag nu, i de næste par måneder, - det betyder at sikre vores sejr.

Kan vi modstå slaget og derefter smide fjenden mod vest? Ja, det kan vi. Vores fabrikker og virksomheder i baglandet fungerer nu perfekt og vores front modtager flere og flere fly, tanks, artilleri og morterer.

Hvad mangler vi?

Der er ikke nok orden og disciplin i kompagnier, bataljoner, regimenter, divisioner, i 
kampvognsenhederne
, i luft 
eskadrillerne
. Vi må etablere den strengeste orden og jernhårde disciplin i vores hær, hvis vi vil redde situationen og forsvare vores moderland.

Vi kan ikke længere tolerere kommandører, kommissærer eller politiske arbejdere, hvis enheder eller formationer med vilje forlader kampstillinger. Vi kan ikke længere tolerere, hvordan kommandører, kommissærer eller politiske arbejdere tillader nogle panikmagere at bestemme over situationen på slagmarken, ved at trække andre krigere med i en retræte og åbne fronten for fjenden. 

Panikmagere og kujoner skal skydes på stedet.

Fremover er jernloven om disciplin et krav til enhver kommandør, Røde hær soldat og politiske soldat – ikke et skridt tilbage, medmindre ordren kommer fra en højere kommando.

Chefer for kompagnier, bataljoner, regimenter, divisioner, de tilsvarende kommissærer og politiske arbejdere, der trækker sig tilbage fra kampstillinger uden ordre ovenfra, er forrædere over for moderlandet. Det er nødvendigt at behandle sådanne befalingsmænd og politiske arbejdere som forrædere mod moderlandet.

Det er vores moderlands opfordring.

At opfylde denne opfordring betyder at forsvare vores land, redde vores moderland, ødelægge og besejre den hadede fjende.

Efter deres vinterretræte, da disciplinen blandt de tyske tropper blev rystet under pres fra den Røde Hær, tog tyskerne nogle alvorlige foranstaltninger for at genoprette disciplinen, hvilket førte til gode resultater. De oprettede mere end 100 straffekompagnier med krigere, der var skyldige i krænkelse af disciplinen ved fejhed eller ustabilitet, satte dem på farlige dele af fronten og beordrede dem til at sone for deres synder med blod. Endvidere oprettede de omkring et dusin straffebataljoner bestående af befalingsmænd, der havde gjort sig skyldige i overtrædelse af disciplinen af fejhed eller ustabilitet, fratog dem deres ordener, placerede dem på endnu farligere dele af fronten og beordrede dem til at sone for deres synder med blod. Til sidst oprettede de særlige afspærringsenheder, placerede dem bag ustabile delinger og beordrede dem til på stedet at skyde panikmagere i tilfælde af forsøg på uautoriseret at forlade stillingen og i tilfælde af forsøg på at overgive sig. Som bekendt havde disse foranstaltninger deres virkning, og nu kæmper de tyske tropper bedre end de kæmpede om vinteren. Og så viser det sig, at de tyske tropper har god disciplin, selvom de ikke har det høje mål at beskytte deres moderland, men kun har det aggressive formål - at erobre et fremmed land, og vores tropper, der har det høje mål at beskytte deres trængte moderland, har ikke en sådan disciplin og lider nederlag på grund af det. 
[
a
]

 
Bør vi ikke lære af vores fjender i denne sag, som vores forfædre lærte af fjenderne i fortiden og derefter besejrede dem?

Det synes jeg, der skal gøres.

Den Røde Hærs øverste overkommando befaler: 

1. Til frontens militærråd og især alle kommandører ved fronten:

a) Sørg for at enhver følelse blandt soldaterne om tilbagetrækning fjernes med jernhånd og stop 
propaganda
 om, at vi kan og bør trække os længere tilbage mod øst og at en sådan tilbagetrækning ikke vil forvolde nogen skade.

b) Sørg for at enhver befalingsmand i hæren, der tillader tilbagetrækning fra deres positioner uden befaling fra frontens kommandør, fjernes fra deres stillinger, sendes til hovedkvarteret og stilles for en militær domstol.

c) Opret inden for fronten en til tre (afhængig af situationen) straffebataljoner (på 800 personer), hvor man skal sende middel- og seniorofficerer samt relevante politiske arbejdere fra alle militærgrene, der er skyldige i brud på disciplinen på grund af fejhed eller ustabilitet, og sæt dem på mere vanskelige dele af fronten, så de får mulighed for med blod at sone deres forbrydelser mod moderlandet.

2. Til arméernes militærråd og især alle arméchefer:

a) Sørg for at enhver kommandør og kommissær for korps og divisioner, der tillader tilbagetrækning fra deres positioner uden befaling fra arméens kommando, fjernes fra deres stillinger, sendes til frontens militærråd og stilles for en militær domstol.

b) Opret inden for arméen tre til fem godt bevæbnede afspærringsdelinger (op til 200 personer i hver), der placeres bag ved ustabile divisioner og giv dem ordre til at skyde panikmagere og kujoner, for dermed at hjælpe de ærlige kæmpere i enhederne med at udføre deres pligt for moderlandet.

c) Opret inden for arméen fem til ti (afhængig af situationen) straffekompagnier (med mellem 150 til 200 personer i hver), hvor man skal sende menige krigere og juniorofficerer, der er skyldige i brud på disciplinen på grund af fejhed eller ustabilitet, til vanskelige dele af arméen, så de får mulighed for med blod at sone deres forbrydelser mod moderlandet.

3. Til kommandører og kommissærer i korps og delinger:

a) Sørg for at de kommandører og kommissærer for regimenter og bataljoner, der tillader tilbagetrækning uden befaling herom fra korps- eller divisionschef, fjernes fra deres stillinger, fratages deres ordner og medaljer og sendes til frontens militærråd for at blive stillet for en militær domstol.

b) Yd alle former for hjælp og støtte til de defensive enheder i hæren med henblik på at styrke orden og disciplin i enhederne.

Denne ordre skal oplæses i alle kompagnier, eskadroner, batterier, eskadriller, hold og stabe. 

 
 Folkekommisæren for forsvar USSR    
J. STALIN
```

## Efterfølgende
Det er opgjort, at fra september 1942 til maj 1945 blev 427.910 personer efter afgørelser fra de militære domstole sendt til straffebataljonerne eller strafferegimenterne (1942: 24.993, 1943: 177.694, 1944: 143.457, 1945: 81.766). De statistiske undersøgelser indikerer samtidig, at risikoen for tab i straffeenhederne var tre til seks gange større end i almindelige riffelkompagnier. Der blev i alt pådømt 994.300 ved militærdomstolene (inklusive 336.300 desertører), hvoraf de 436.600 blev sendt til afsoning (fængsler/lejre), 427.910 overført til straffeenheder og 135.000 blev skudt (registreret som døde uden for kamphandling). Derudover er der opgjort 212.400 som ikke fundne desertører.
Afspærringsdelingerne blev ikke benyttet i væsentligt omfang. I starten blev der oprettet 193 enheder og 140.000 soldater blev tilbageholdt mellem 1. august og 15. oktober 1942. De fleste blev sendt tilbage til deres enheder, 1.189 blev skudt og 2.961 blev sendt til straffeenhederne.  Derefter blev enhederne mere eller mindre opgivet af en række officerer, der mente at brugen af soldater på denne måde var kontraproduktiv og at soldaterne kunne benyttes bedre.  I oktober 1944 udstedet Stalin Ordre nr. 0349, der ophævede brugen af afspærringsdelinger:
```
Om oprettelsen af særlige afspærringsenheder

I forbindelse med ændringen i den generelle situation på fronterne er behovet for yderligere opretholdelse af afspærringsdelingerne forsvundet.

Jeg befaler: 

1. De særlige afspærringsenheder skal opløses inden 15. november.
Personalet i de opløste enheder skal benyttes til at genopfylde infanteridivisioner.
2. Der skal rapporteres inden den 20. november 1944 om opløsningen af afspærringen.

Folkekommisær for forsvar af USSR       Marskal J. STALIN
```

Ordre nr. 227 var gældende frem til 1956 og tjente frem til dette tidspunkt som det retlige grundlag for undertrykkelse og diskrimination af tidligere krigsfanger.